# Mistrzostwa Europy U-17 w Piłce Nożnej Kobiet 2023
Mistrzostwa Europy U-17 w Piłce Nożnej Kobiet 2023 – czternasty turniej Mistrzostw Europy U-17. Po raz pierwszy wydarzenie to rozgrywane było w Estonii. Rozpoczęło się ono 14 maja, a zakończyło 26 maja 2023 roku.
W turnieju mogły wystąpić jedynie zawodniczki, którzy spełniały wymagania dotyczące wieku.

## Zakwalifikowane zespoły
Do finałowego turnieju zakwalifikowało się 8 drużyn. Oprócz Belgii, która miała zapewniony start jako gospodarz, 7 innych zespołów uzyskało kwalifikację poprzez eliminacje.
| Reprezentacja   | Sposób kwalifikacji | Ostatni występ w ME U-19 | Najlepszy wynik w ME U-19                                    | Wynik        |
| --------------- | ------------------- | ------------------------ | ------------------------------------------------------------ | ------------ |
| Estonia U-17    | gospodarz           | debiutant                | debiutant                                                    | Faza Grupowa |
| Polska U-17     | Zwycięzca Grupy A1  | 2018                     | Mistrzostwo (2013)                                           | Faza Grupowa |
| Anglia U-17     | Zwycięzca Grupy A2  | 2019                     | III miejsce (2016)                                           | Półfinał     |
| Niemcy U-17     | Zwycięzca Grupy A3  | 2022                     | Mistrzostwo (2008, 2009, 2012, 2014, 2016, 2017, 2019, 2022) | Faza Grupowa |
| Szwajcaria U-17 | Zwycięzca Grupy A4  | 2015                     | II miejsce (2015)                                            | Półfinał     |
| Francja U-17    | Zwycięzca Grupy A5  | 2022                     | II miejsce (2008, 2011, 2012)                                | Mistrz       |
| Hiszpania U-17  | Zwycięzca Grupy A6  | 2022                     | Mistrzostwo (2010, 2011, 2015, 2018)                         | II miejsce   |
| Szwecja U-17    | Zwycięzca Grupy A7  | 2013                     | II miejsce (2013)                                            | Faza Grupowa |

## Miasta i stadiony
Cztery stadiony w trzech miastach były gospodarzami turnieju.
| Tallinn             | Tallinn          |
| ------------------- | ---------------- |
| A. Le Coq Arena     | Stadion Kadriorg |
| Pojemność: 14 336   | Pojemność: 4 700 |
|                     |                  |
| Tallinn x2TartuVõru |                  |
| Tartu               | Võru             |
| Tamme staadion      | Võru Stadium     |
| Pojemność: 1 645    | Pojemność: 1 600 |
|                     |                  |

## Kwalifikacje
W kwalifikacjach brało udział 48 reprezentacji, podzielone na dwie ligi po sześć lub siedem grup. Drużyny z Ligi A miały większe szanse na awans. Następnie w drugiej rundzie dochodziło do przetasowania grup na podstawie wyników. W drugiej rundzie najlepsi z ligi B, grali w lidze A o awans. Więcej informacji w artykule Mistrzostwa Europy U-17 w Piłce Nożnej Kobiet 2023 (eliminacje)

## Faza grupowa
Na podstawie i uefa.com:
Legenda
|  | Awans do fazy pucharowej. |
|  | Odpadnięcie z turnieju.   |

Gdy dwie lub więcej drużyn zakończy fazę grupową z taką samą liczbą punktów, o kolejności w tabeli decyduje:
1. bilans bramkowy
2. liczba goli zdobytych w fazie grupowej;
3. punkty zdobyte w meczach pomiędzy danymi drużynami;
4. różnica bramek w meczach pomiędzy danymi drużynami;
5. zdobyte bramki w meczach pomiędzy danymi drużynami;
6. klasyfikacja fair play;
7. losowanie.

Pogrubieniem oznaczono drużyny, które wywalczyły awans do półfinału.

### Grupa A
| Zespół          | Pkt | M | W | R | P | Br+ | Br- | +/- |
| --------------- | --- | - | - | - | - | --- | --- | --- |
| Hiszpania U-17  | 9   | 3 | 3 | 0 | 0 | 11  | 0   | +11 |
| Szwajcaria U-17 | 6   | 3 | 2 | 0 | 1 | 6   | 4   | +2  |
| Niemcy U-17     | 3   | 3 | 1 | 0 | 2 | 6   | 4   | +2  |
| Estonia U-17    | 0   | 3 | 0 | 0 | 3 | 0   | 15  | -15 |

| 14 maja 2023 12:00 CET | Niemcy U-17 | 0:2(0:1)Raport | Hiszpania U-17 · 1', 58' López | Stadion Kadriorg, Tallinn Sędzia: Minka Vekkeli |
|                        |             |                |                                |                                                 |

| 14 maja 2023 18:00 CET | Estonia U-17 | 0:4(0:1)Raport | Szwajcaria U-17 · 39' Egli · 60' Pfister · 77' Klingenstein · 89' Widmer | A. Le Coq Arena, Tallinn Sędzia: Emanuela Rusta |
|                        |              |                |                                                                          |                                                 |

| 17 maja 2023 16:00 CET | Estonia U-17 | 0:5(0:3)Raport | Niemcy U-17 · 6' Gonzales · 39' Portella · 45' Walheim · 83' Boboy · 88' (k) Scholz | Stadion Kadriorg, Tallinn Sędzia: Anahí Fernández |
|                        |              |                |                                                                                     |                                                   |

| 17 maja 2023 18:00 CET | Hiszpania U-17 · Redondo 7', 10', 45' | 3:0(3:0)Raport | Szwajcaria U-17 | A. Le Coq Arena, Tallinn Sędzia: Deborah Bianchi |
|                        |                                       |                |                 |                                                  |

| 20 maja 2023 16:00 CET | Hiszpania U-17 · Garcia 9', 41', 89' · Cubo 48' · Vazquez 63' · Cerrato 79' (k) | 6:0(2:0)Raport | Estonia U-17 | A. Le Coq Arena, Tallinn Sędzia: Ana Maria Terteleac |
|                        |                                                                                 |                |              |                                                      |

| 20 maja 2023 16:00 CET | Szwajcaria U-17 · Beney 37' · Ivelj 71' (k) | 2:1(1:0)Raport | Niemcy U-17 · 60' Gonzales | Stadion Kadriorg, Tallinn Sędzia: Kristina Georgieva |
|                        |                                             |                |                            |                                                      |

### Grupa B
| Zespół       | Pkt | M | W | R | P | Br+ | Br- | +/- |
| ------------ | --- | - | - | - | - | --- | --- | --- |
| Francja U-17 | 7   | 3 | 2 | 1 | 0 | 7   | 1   | +6  |
| Anglia U-17  | 7   | 3 | 2 | 1 | 1 | 6   | 3   | +3  |
| Polska U-17  | 3   | 3 | 1 | 0 | 2 | 7   | 5   | +2  |
| Szwecja U-17 | 0   | 3 | 0 | 0 | 3 | 1   | 12  | -11 |

| 14 maja 2023 12:00 CET | Anglia U-17 · Agyemang 4', 22' | 2:1(2:0)Raport | Polska U-17 · 90+2' Kuprowska | Võru Stadium, Võru Sędzia: Kristina Georgieva |
|                        |                                |                |                               |                                               |

| 14 maja 2023 16:00 CET | Szwecja U-17 | 0:3(0:0)Raport | Francja U-17 · 53' Joseph · 73' Autin · 75' Effa Effa | Tamme staadion, Tartu Sędzia: Anahí Fernández |
|                        |              |                |                                                       |                                               |

| 17 maja 2023 12:00 CET | Polska U-17 | 0:3(0:1)Raport | Francja U-17 · 37' Joseph · 70' Traore · 84' Mendy | Võru Stadium, Võru Sędzia: Ana Maria Terteleac |
|                        |             |                |                                                    |                                                |

| 17 maja 2023 18:00 CET | Szwecja U-17 · Reid 26' (sam.) | 1:3(1:1)Raport | Anglia U-17 · 12', 49' Agyemang · 72' Baker | Tamme staadion, Tartu Sędzia: Emanuela Rusta |
|                        |                                |                |                                             |                                              |

| 20 maja 2023 12:00 CET | Polska U-17 · Grzywińska 19', 55', 74' · Jagodzińska 44' · Witek 49' · Witkowska 68' · | 6:0(2:0)Raport | Szwecja U-17 | Tamme staadion, Tartu Sędzia: Deborah Bianchi |
|                        |                                                                                        |                |              |                                               |

| 20 maja 2023 12:00 CET | Francja U-17 · Effa Effa 76' | 1:1(0:1)Raport | Anglia U-17 · 44' Ward | Võru Stadium, Võru Sędzia: Minka Vekkeli |
|                        |                              |                |                        |                                          |

## Faza pucharowa
|  |                 |                 |              |                 |   |                |                |       |
|  | Półfinał        | Półfinał        | Półfinał     |                 |   | Finał          | Finał          | Finał |
|  | Półfinał        | Półfinał        | Półfinał     |                 |   | Finał          | Finał          | Finał |
|  | 23 maja, Tallin |                 |              |                 |   |                |                |       |
|  |                 |                 |              |                 |   |                |                |       |
|  | Hiszpania U-17  | Hiszpania U-17  | 3            |                 |   |                |                |       |
|  | Hiszpania U-17  | Hiszpania U-17  | 3            | 26 maja, Tallin |   |                |                |       |
|  | Anglia U-17     | Anglia U-17     | 1            |                 |   |                |                |       |
|  | Anglia U-17     | Anglia U-17     | 1            |                 |   | Hiszpania U-17 | Hiszpania U-17 | 2     |
|  | 23 maja, Tallin |                 |              |                 |   | Hiszpania U-17 | Hiszpania U-17 | 2     |
|  |                 |                 | Francja U-17 | Francja U-17    | 3 |                |                |       |
|  | Francja U-17    | Francja U-17    | Francja U-17 | Francja U-17    | 3 | 10             |                |       |
|  | Francja U-17    | Francja U-17    |              |                 |   |                |                |       |
|  | Szwajcaria U-17 | Szwajcaria U-17 | 2            |                 |   |                |                |       |
|  | Szwajcaria U-17 | Szwajcaria U-17 | 2            |                 |   |                |                |       |

### Półfinały
| 23 maja 2023 16:00 CET | Francja U-17 · Mendy 13', 16', 76' · Traore 38' · Joseph 40' · Rambaud 56', 86' · Effa Effa 60', 78' · Graziani 83' | 10:2(4:1)Raport | Szwajcaria U-17 · 44' Beney · 63' Klingenstein | Stadion Kadriorg, Tallinn Sędzia: Anahí Fernández |
|                        | |                 |                                                |                                                   |

| 23 maja 2023 18:00 CET | Hiszpania U-17 · Lopez 5' · Gomez 88' · Comendador 90+1' | 3:1(1:0)Raport | Anglia U-17 · 55' Reid | A. Le Coq Arena, Tallinn Sędzia: Deborah Bianchi |
|                        |                                                          |                |                        |                                                  |

### Finał
| 26 maja 2023 18:00 CET | Hiszpania U-17 · Lopez 79', 80' | 2:3(0:0)Raport | Francja U-17 · 64', 74' Joseph · 78' Mendy | A. Le Coq Arena, Tallinn Sędzia: Minka Vekkeli |
|                        |                                 |                |                                            |                                                |

## Strzelcy

### 5 goli
- Liana Joseph
- Maeline Mendy

### 4 gole
- Michelle Agyemang
- Chancelle Effa Effa

### 3 gole
- Maria Garcia
- Victoria Lopez
- Cristina Redondo
- Zuzanna Grzywińska

### 2 gole
- Naolia Traore
- Vicky López
- Estrella Gonzales
- Iman Beney
- Anja Klingenstein

### 1 gol
- Ava Baker
- Katie Reid
- Mari Ward
- Lou Autin
- Ornelia Graziani
- Elisa Rambaud
- Alba Cerrato
- Paula Comendador
- Lorena Cubo
- Ainoa Gomez
- Elena Vazquez
- Delice Boboy
- Laila Portella
- Marina Scholz
- Melina Walheim
- Roksana Jagodzińska
- Wiktoria Kuprowska
- Zuzanna Witek
- Iga Witkowska
- Leela Egli
- Noemi Ivelj
- Emanuela Pfister
- Nathalie Widmer

### Gole samobójcze
- Katie Reid (dla  Szwecji)

## Klasyfikacja końcowa
| Miejsce                        | Reprezentacja   | Punkty | Bramki +/− | Bramki zdobyte |
| ------------------------------ | --------------- | ------ | ---------- | -------------- |
| Strefa medalowa                |                 |        |            |                |
| złoto                          | Francja U-17    | 13     | +15        | 20             |
| srebro                         | Hiszpania U-17  | 12     | +12        | 16             |
| brąz                           | Anglia U-17     | 7      | +1         | 7              |
| brąz                           | Szwajcaria U-17 | 6      | -6         | 8              |
| Wyeliminowane w ćwierćfinałach |                 |        |            |                |
| 5.                             | Polska U-17     | 3      | +2         | 7              |
| 6.                             | Niemcy U-17     | 3      | +2         | 6              |
| 7.                             | Szwecja U-17    | 0      | -11        | 1              |
| 8.                             | Estonia U-17    | 0      | -15        | 0              |